# بخش ضدتراست وزارت دادگستری ایالات متحده آمریکا
بخش ضدتراست وزارت دادگستری ایالات متحده آمریکا (به انگلیسی: United States Department of Justice Antitrust Division) یک سازمان مجری قانون است که قوانین ضدتراست ایالات متحده را اجرا می‌کند. این سازمان به‌طور انحصاری دارای حوزه قضایی در خصوص پیگرد قضایی ضدتراست جنایی در آمریکاست و در خصوص پرونده‌های ضدتراست مدنی حوزه قضایی را با کمیسیون فدرال تجارت شریک است. بخش ضدتراست اغلب مشترکاً با اف‌تی‌سی برای ارائه رهنمود رگولاتوری به کسب و کارها همکاری می‌کند.
رئیس بخش ضدتراست دستیار دادستان کل برای ضدتراست است که از سوی رئیس جمهور ایالات متحده منصوب می‌شود. این منصب از سپتامبر ۲۰۱۷ در اختیار ماکان دلرحیم وکیل ایرانی-آمریکایی قرار داشته‌است.